# Битва за Маджуба-Хилл
Битва за гору Маджуба (Battle of Majuba Hill), произошедшая 27 февраля 1881 года близ Волксруста, ЮАР, стала главной и решающей битвой первой англо-бурской войны. Буры одержали победу. Британцы потерпели поражение, которое рассматривается как одно из наиболее унизительных поражений британцев в истории. 

## Силы сторон
Отряд под командованием генерал-майора сэра Джорджа Помроя Коли в ночь с 26 на 27 февраля 1881 занял вершину горы. Причина, побудившая Коли принять это решение, остаётся неизвестной. Буры полагали, что Коли может попытаться обойти с фланга их позицию у Лаингс-нек. Они не считали, что эта высота годится для военных целей. Возможно, что Коли пытался показать британскую мощь и навести страх на лагерь буров.
Британский отряд, занимавший высоту, состоял из 171 солдат 58-го пехотного полка, 141 солдат 92-го Шотландского полка и подразделение из военно-морской бригады с корабля «Дидо». Большая часть войск (кроме гордонских горцев) не имела боевого опыта. Полки не участвовали в боях с Крымской войны. Генерал Коли не отдал приказ поднять артиллерию на высоту и, вопреки советам своих офицеров, не приказал людям окопаться. Он ожидал, что буры отступят, когда увидят, что их позиция у Лаингс-нек незащитима. Буры, напротив быстро сформировали группу из штурмовых отрядов, возглавляемых Николасом Смитом отобрав добровольцев из нескольких коммандо. Группа для атаки высоты насчитывала 450 или более человек.

## Ход боя
На рассвете (04.30) отряд 92-го Шотландского полка занимал обширный периметр высоты. Небольшая часть отряда удерживала бугор (Высоту Гордона) на правой части возвышенности. Завидев буров, шотландцы подняли крик и стали потрясать кулаками. Среди буров началась паника, поскольку они опасались артиллерийского обстрела. Три штурмовых отряда буров по 100—200 человек в каждом начали медленное восхождение на гору. Эти отряды возглавляли полевой корнет Стефанус Роос, командант Д.Дж. К. Малан и командант Йоахим Феррейра. Более опытные стрелки буры не давали британцам поднять головы, пока их товарищи перебегали через открытые места, готовясь атаковать бугор Гордона. В 12.45 люди Феррейры открыли ужасающий огонь по бугру и захватили его. Коли был в палатке, когда ему сообщили о наступлении буров, но ничего не делал, пока несколько офицеров не сообщили ему о серьёзности атаки.
В течение следующего часа буры обстреливали британские линии с дальней дистанции, не вступая с рукопашный бой. Они благодаря отличной стрелковой подготовке выбивали британских офицеров одного за другим. Генерал Жубер после битвы отметил, что британские винтовки били на 400—600 ярдов, в то время как перестрелка проходила на расстоянии 50-100 ярдов. Британские офицеры не объяснили своим солдатам, что прицел следует брать ниже, в результате чего пули пролетали над головами буров, располагавших лишь скудным прикрытием. 
Буры умело скрывались в кустарнике и высокой траве, покрывавшей высоту, в то время как британцы были этому не обучены. К тому же буры были одеты в серую и тёмную одежду, в определённой степени скрывавшую их на фоне травы и камней, тогда как большинство британских солдат были одеты в яркие красные мундиры, видные издалека. Из-за тяжёлых потерь порядок в британских рядах стал падать, солдаты в панике начали оставлять свои посты, так как они не видели неприятеля и почти не получали приказов от офицеров. Увидев, что всё больше буров окружает высоту, британская линия развалилась, многие очертя голову бросились с высоты. Дольше всего держались гордонцы, после того как они были сломлены, битва завершилась. Атака буров окончательно разрушила строй британцев. Буры применили передовую для того времени тактику «обстрела и охвата». Эту тактику реализовал командант Смит в ходе последнего штурма высоты.
Находясь посреди хаоса и видя растущие потери Коли пытался организовать упорядоченное отступление, но был убит выстрелом бурского стрелка. Оставшиеся британцы бежали, спускаясь со склонов высоты, многие были подстрелены бурами, которые став в строй на высоте, стреляли по отступающим. Многие бегущие англичане стали жертвами бурских стрелков, славившихся свой меткостью. Арьергард из 15-го гусарского полка и 60-го стрелкового полка, подошедший с базы на Маунт-проспект, попытался прикрыть отступавших, но почти безуспешно. 285 британцев погибли, были ранены или попали в плен. Среди погибших был капитан Корнуоллис Мод, сын политика К. Мода, 1-го графа де Монталта. 

## Результаты
Несколько раненых солдат, окружённых бурами, впоследствии рассказывали, что большинство буров были юными фермерами с винтовками. Это открытие нанесло сильный удар по британскому престижу и позиции Британии на переговорах. Профессионально подготовленные солдаты были разбиты юношами-фермерами, которых в бой вели несколько старых солдат.
Битва привела к подписанию мирного договора и впоследствии конвенции в Претории между Британией и восстановленной Южноафриканской республикой, закончившей первую англо-бурскую войну.
Это поражение вместе с поражениями под Схёйнсхогте и Лаингс-нек заставило британцев поверить в силу буров. В ходе второй англо-бурской войны британцы шли в бой с кличем «Помни Маджубу!».
Некоторые видные британские историки утверждают (хотя не все с этим согласны), что это поражение отмечает начало упадка Британской империи. Со времён американской революции Великобритания не подписывала договора на невыгодных условиях и никогда не проигрывала завершающих сражений войны. Во всех военных конфликтах, даже если Британия сначала терпела поражения, потом она одерживала решающую победу. Буры доказали, что британцы, которых опасался весь мир, вовсе не такие неуязвимые.
В 1968 году в ЮАР сняли художественный фильм, «Majuba: Heuwel van Duiwe», где есть сцена битвы за Маджуба-Хилл.